# 25258 Nathaniel
25258 Nathaniel este un asteroid din centura principală de asteroizi.

## Descriere
25258 Nathaniel este un asteroid din centura principală de asteroizi. A fost descoperit pe 7 noiembrie 1998 la Observatorul Kleť de Miloš Tichý și Jana Tichá. Asteroidul prezintă o orbită caracterizată de o semiaxă mare de 3,04 ua, o excentricitate de 0,10 și o înclinație de 11,4° în raport cu ecliptica.